# Князев, Вадим Васильевич
Вадим Васильевич Князев (1924—1945) — лейтенант Рабоче-крестьянской Красной Армии, участник Великой Отечественной войны, Герой Советского Союза (1945).

## Биография
Вадим Князев родился 16 июля 1924 года в Костроме. Окончил костромскую школу № 26, учился в военно-морском клубе Осоавиахима.
В 1942 году Князев был призван на службу в Рабоче-крестьянскую Красную Армию. В 1943 году он окончил танковое училище. С августа того же года — на фронтах Великой Отечественной войны. Принимал участие в боях на Южном и 4-м Украинском фронтах, был ранен. К маю 1944 года лейтенант Вадим Князев командовал танком 203-го танкового батальона 89-й танковой бригады 1-го танкового корпуса 2-й гвардейской армии 1-го Прибалтийского фронта. Отличился во время боёв в Прибалтике и Восточной Пруссии.
6 октября 1944 года в 3 часа 30 минут передовой отряд, состоящий из 6-и танков Т-34 и 4-х СУ-76, в сопровождении 20-и стрелков 13-го гвардейского стрелкового корпуса ворвался в расположение противника. Железобетонный мост через Кроженту, ведущий в Кельмы, прикрывался вражеской пехотой и несколькими противотанковыми орудиями, под покровом ночи был разминирован, после чего завязалась горячая схватка с охраной моста. Противнику удалось подбить 4 наших танка и все СУ-76. Оставшиеся 2-а танка лейтенантов Вадима Князева и Михаила Марчука, сбив заслон, прорвались через мост на юго-восточную окраину Кельмы. В ходе боя были подбиты 2 самоходки САУ «Фердинанд» и 1 танк противника. Стремясь вернуть мост, противник контратаковал юго-восточнее Кельмы и отрезал 2 наших танка от наступавших частей Красной армии.
Все стрелки, сопровождавшие танкистов, погибли. Оставшиеся танкисты вновь атаковали мост и заняли оборону с обоих концов.

Один из отрядов 13-го гвардейского стрелкового корпуса генерала А. И. Лопатина должен был захватить мост через реку Крожента. 50 стрелков и 6 танков под общим командованием лейтенанта Д. О. Яремчука ночью внезапно ворвались в расположение противника в 800 метрах юго-восточнее города. В ожесточенном бою гвардейцы захватили две противотанковые батареи, прикрывавшие мост.20 автоматчиков на двух танках стремительно прорвались к 100-тонному железобетонному мосту. Завязалась горячая схватка с охраной, в составе которой были и сапёры, подготовившие мост к взрыву. Каждую секунду он мог взлететь на воздух.

Так и случилось бы, не окажись в числе автоматчиков сорокашестилетний участник гражданской войны сапёр Артём Михайлович Плысенко с четырьмя юными товарищами. Пока шел бой с охраной, они рассыпались по мосту с целью обезвреживания взрывчатки. Плысенко удалось буквально на мгновение упредить взврыв, а в это время два танка под командованием лейтенанта В. В. Князева, проскочив мост, врезались в ночной тьме в колонну артиллерии, спешившую улизнуть в тыл. Они так старательно проутюжили дорогу, что на ней осталось лишь 5 искорёженных тягачей, и 9 пушек, 4 миномёта, 4 зенитные установки и около 50 трупов. Д. О. Яремчук, А. М. Плысенко и В. В. Князев удостоились звания Героя Советского Союза.
— Герой Советского Союза  Маршал Советского Союза  Баграмян И.Х.  Так  шли мы к победе. -  М: Воениздат, 1977.- С.452.
Героям пришлось нелегко. Противник непрерывными атаками пехоты и огнём танков и самоходок пытался отбить мост. Танк лейтенанта Князева Т-34 № 203, стоявший с северной (городской) стороны моста, был подбит, но мог вести огонь из пушки. Гитлеровцы от огня этого танка потерял 4 артиллерийских орудия, 4 миномёта, 2 бронетранспортёра. В ходе боя Князев был ранен в голову и грудь. Танк лейтенанта Марчука, оборонявший южную сторону моста, был сожжён прямым попаданием снаряда в корму. Но экипаж, сняв танковый пулемёт, выскочил из танка, залёг и продолжал оборонять мост, не подпуская к нему врага. Неравный бой не прекращался 12 часов, в общей сложности было отбито: 3 танковые и 22 пехотные атаки, но врагу так и не удалось сломить сопротивление наших отважных танкистов.
20 января 1945 года лейтенант Князев в числе первых ворвался на своём танке в город Тильзит Восточная Пруссия (ныне — г. Советск Калининградской области).
26 января 1945 года танк Лейтенанта Князева, южнее окраины деревни Кадгинен Восточная Пруссия (ныне — поселок Пруды Калининградской области), наехал на противотанковую мину. От полученных ранений Лейтенант Князев Вадим Васильевич погиб. Похоронен в посёлке Рассвет Гурьевского района Калининградской области.
Указом Президиума Верховного Совета СССР от 24 марта 1945 года за «образцовое выполнение боевых заданий командования на фронте борьбы с немецкими захватчиками и проявленные при этом отвагу и геройство» лейтенант Вадим Князев был удостоен высокого звания Героя Советского Союза посмертно (Бой за мост через реку Кражанте). Был награждён орденами Ленина и Отечественной войны 2-й степени. Навечно зачислен в списки личного состава своей воинской части.
В честь Князева названы улицы в Костроме и Калининграде.

## Память
- Мемориальные доски в память о Князеве установлена Российским военно-историческим обществом на здании школы № 26 в Костроме, где он учился, и на д. 14 по улице Шагова, где он жил[3]. Школе присвоено его имя.